# Slovácky Verbuňk

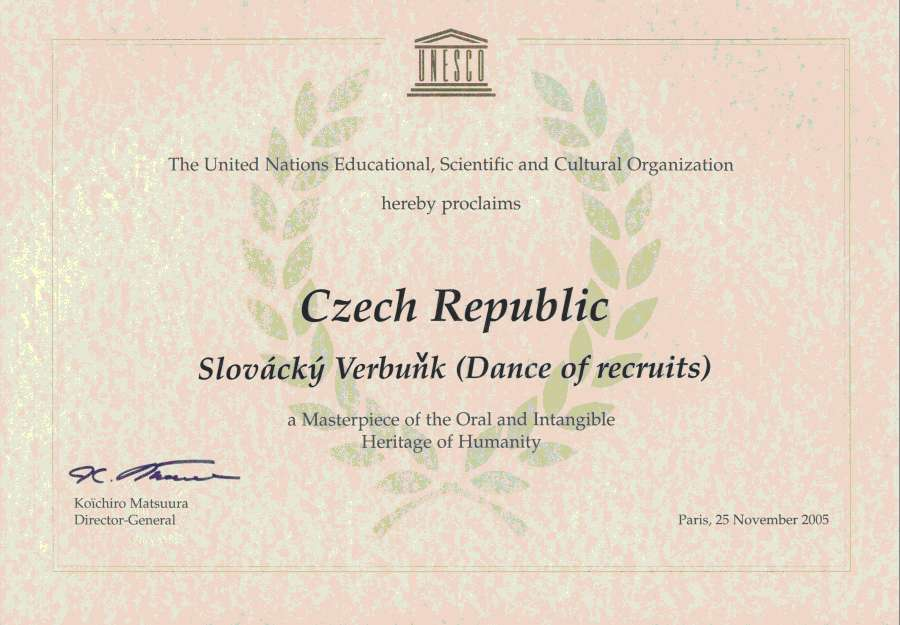
Proklamacja UNESCO, Paryż, 25 listopada 2005

Slovácky Verbuňk (słow. verbunk) – improwizowany taniec ludowy o skocznym charakterze, wykonywany przez chłopców i mężczyzn z regionu Slovácko w Czechach i w Słowacji. 

## Opis
Nazwa tańca verbuňk pochodzi od niem. Werbung (pol. pobór do wojska). Historia tańca sięga XVIII w., kiedy do armii rekrutowano również zawodowych tancerzy. Slovácky Verbuňk wyodrębnił się jako samodzielny taniec w drugiej połowie XIX w., przy czym rozwinęło się sześć typów regionalnych charakteryzujących się różnorodnością figur (skoków, przeskakiwania, przysiadów, wypadów, kucania, klaskania, stukania obcasami itp.) i rytmów tanecznych.      
Slovácky Verbuňk jest improwizowanym tańcem o skocznym charakterze wykonywanym przez chłopców i mężczyzn z regionu Slovácko – południowych Moraw i okręgu Zlin. Tancerze tańczą do muzyki zwanej pieśniami nowo-węgierskimi, a taniec składa się z trzech części. Na początku śpiewana jest pieśń, następnie rozpoczyna się taniec wolnymi krokami, które stopniowo przechodzą w coraz szybsze. Taniec nie ma ustalonego układu choreograficznego, ma spontaniczny, improwizowany charakter. Jednym z jego elementów jest konkurs podskoków. Tancerze tańczą w grupie, lecz każdy wykonuje własny, improwizowany układ choreograficzny. 
Podczas dorocznego Międzynarodowego Festiwalu Folklorystycznego organizowanego przez Narodowy Instytut Kultury Ludowej w miejscowości Strážnice odbywa się konkurs na najlepszego tancerza wykonującego Slovácky Verbuňk. 
W 2005 roku Slovácky Verbuňk został proklamowany arcydziełem ustnego i niematerialnego dziedzictwa ludzkości, a w 2008 roku wpisany na listę niematerialnego dziedzictwa UNESCO.